# 丸山 (茨城県桜川市)
丸山（まるやま）は、茨城県桜川市にある標高218.4 mの山である。石岡市と桜川市の境付近を南北に連なる筑波連山北部の支峰の一つで、雨引山 (409.3 m) の西に位置する。筑波連山の主脈には「丸山」(576 m) という同じ名称の山がある。

## 位置情報
四等三角点（茨城県桜川市大字犬田字丸山下1901）　
- 北緯36度20分20.7404秒 東経140度06分27.098秒 / 北緯36.339094556度 東経140.10752722度
- 岩瀬［南東］ - 地理院地図
- 丸山 (茨城県桜川市) - Google マップ